# Weidas
Die Weidas, auch Weidasserbach genannt, ist ein etwa elf Kilometer langer, rechter Zufluss der Selz in Rheinhessen. 

## Verlauf
Die Weidas entspringt bei Freimersheim und mündet bei Framersheim in den dort von Südwesten kommenden Rhein-Zufluss Selz. Von ihrer Quelle bis Dautenheim ist sie auch als Aufspringbach oder Kettenheimer Bach bekannt. Sie durchfließt der Reihe nach Wahlheim, Kettenheim, Dautenheim und Gau-Heppenheim. Zwischen Dautenheim und Framersheim floss die Weidas bis zur Flurbereinigung 1954 bis 1956 durch die Mohrenmühle.

## Zuflüsse
- Aufspring (links), im Süden von Freimersheim, 0,7 km
- Freimersheimer Bach (Flutgraben) (links), im Norden von Freimersheim, 0,8 km
- Esselborn (Esselborner Bach) (rechts), bei der Hessensteigermühle, 2,1 km
- Gau-Heppenheimerbach (rechts), nordöstlich der Mohrenmühle, 1,8 km